# Milagrosa
Milagrosa o Arrosadia (oficialmente: Milagrosa-Arrosadia) es un barrio de Pamplona, capital de laComunidad Foral de Navarra, España. Está localizado en al sur de la ciudad. Se trata de uno de los primeros barrios de la ciudad, antiguamente llamado el Mochuelo. El barrio como tal, comienza a construirse en los cincuenta del siglo XX, Desde su nacimiento, poco ha cambiado, y sigue constreñido por un urbanismo desordenado. La creciente inmigración (el 16% de población extranjera) es otro factor que define a la Milagrosa: en 2024, la población extranjera supone el 24,24%.
En el barrio, destacan el campus de Arrosadia de la Universidad Pública de Navarra y el estadio El Sadar, de Osasuna, el equipo de la ciudad.

## Toponimia
El término Arrosadia, con su variantes, aparece documentado desde final del siglo XV, referido al terreno situado bajo el Fuerte del Príncipe y el río Sadar, al oeste de la tejería que había junto al camino real de Tafalla (actual avenida Zaragoza). Su etimología resulta clara: procede de los términos vascos arrosa (rosa, rosal) + -di (sufio colectivo) + -a (artículo definido), significando "lugar de rosas" o "rosaleda".
Este nombre se mantuvo hasta el siglo XX para referirse a dicha zona, compuesta mayoritariamente por campos de cultivo y huertas. Desde el primer tercio de ese siglo, las pocas casas existentes en esta zona comenzaron a conocerse como barrio del Mochuelo, por el nombre de una venta que con ese nombre había junto al Sadar.
En 1937, los vecinos, molestos por ese nombre al considerarlo despectivo, pidieron al Ayuntamiento que cambiase el nombre del barrio, adoptándose el de Milagrosa, al ser la imagen titular del convento e iglesia de los Paules, construida a partir de 1928 en la plaza de los Fueros.
Con la construcción a principios del siglo XXI de la nueva urbanización en la zona más cercana al Sadar, se recuperó el topónimo original, Arrosadia, para esa nueva parte del barrio, mientras que Milagrosa siguió empleándose para la zona más antigua, de la década de 1960. El campus de la Universidad Pública de Navarra, situado en el barrio, recibe el nombre de campus de Arrosadia.
El nombre oficial del barrio es Milagrosa-Arrosadia, que refleja mediante un guión la unión de ambos términos, y por ende ambas zonas del barrio, a diferencia de otros barrios como San Jorge / Sanduzelai o Rochapea / Arrotxapea donde se emplea una barra que distingue un mismo topónimo en dos idiomas.

## Comunicaciones
Líneas del Transporte Urbano Comarcal que comunican el barrio de la Milagrosa con el resto de la ciudad y la Cuenca de Pamplona.
| Eskualdeko Hiri Garraioa/Transporte Urbano Comarcal |                                                                |                                                                |
| Inicio                                              | Línea                                                          | Fin                                                            |
| Atraviesan el barrio                                |                                                                |                                                                |
| Arrotxapea/Rochapea                                 | 6                                                              | Unibertsitate Publikoa/Universidad Pública                     |
| Barañáin                                            | 19                                                             | Erripagaña                                                     |
| Discurren por el límite oeste (avenida de Zaragoza) |                                                                |                                                                |
| Orvina 3                                            | 5                                                              | Universidad de Navarra                                         |
| Ezkaba                                              | 11                                                             | Galaria - Mutiloa Industrialdea/Polígono Mutilva               |
| Berriogoiti/Berriosuso - Berriozar                  | 16                                                             | Noain/Noáin - Beriain/Beriáin                                  |
| Labriteko Aldapa/Bajada de Labrit                   | N3                                                             | Noáin - Beriáin                                                |
| Taxi Iruñerria                                      |                                                                |                                                                |
| Zona                                                | A                                                              | A                                                              |
| Estaciones                                          | Katalunia kalea (Taxoare kalea)/Calle Cataluña (Calle Tajonar) | Katalunia kalea (Taxoare kalea)/Calle Cataluña (Calle Tajonar) |